# Ереник
Ереник или Рибник је река у Србији, која извире на Проклетијама. Протиче кроз Метохију дужином од 51 km и улива се у Бели Дрим. Река целим својим током није пловна, а површина њеног слива је 516 km² и припада сливу Јадранског мора.

## Ток реке
Ереник извире из Ђеравичког језера, на висини од око 2.200 m нмв, испод истоименог врха (2.656 m нмв), који је највиши врх Србије и други по висини врх у Проклетијском масиву.
На свом путу ка Ђаковици, Ереник представља границу између Проклетија и Метохијске равнице и протиче кроз села Јашић, Нивоказ и Поношевац, затим кроз варошицу Јуник и рударско место Бабај Бокс. На овом делу свог тока, у реку се улива читав низ потока који се спуштају са Проклетија, од којих су највећи Шлепица и Речица, али и њене највеће притоке Трава и Лоћанска Бистрица.
После проласка кроз Ђаковицу, Ереник наставља свој ток кроз Рачу и Бистражин, код кога се данас налази стари камени мост из 18. века, познат као Терзијски мост.
Ереник се улива у Бели Дрим, као његова десна притока, непосредно пре његове епигеније, у близини Швањског моста, испод брда Градеша на коме се налазе остаци старе тврђаве.